# Epipsilia boursini
Epipsilia boursini är en fjärilsart som beskrevs av Charles E. Rungs 1972. Epipsilia boursini ingår i släktet Epipsilia och familjen nattflyn. Inga underarter finns listade i Catalogue of Life.